# 丁茜
丁茜（学名：Trailliaedoxa gracilis）为茜草科丁茜属的植物，是中国的特有植物。分布于中国大陆的四川、云南等地，生长于海拔900米至3,300米的地区，多生在干暖河谷两旁的岩石及山坡草丛中。
其种加词来源于拉丁文“gracilis”，意为“纤细的”。